# Murad Allahverdiyev
Murad İlham oğlu Allahverdiyev (* 29. August 2002) ist ein aserbaidschanischer Boxer im Halbschwergewicht.

## Karriere
Allahverdiyev wurde 2018 Juniorenmeister von Aserbaidschan, gewann Bronze bei der Junioren-Europameisterschaft 2017 in Albena und die Goldmedaille bei der Junioren-Europameisterschaft 2018 in Anapa.
2019 wurde er Jugendmeister von Aserbaidschan und gewann Bronze bei der Jugend-Europameisterschaft 2019 in Sofia.
2021 sowie 2022 wurde er Aserbaidschanischer Meister der Erwachsenen und war jeweils Teilnehmer der U22-Europameisterschaften 2021 in Roseto und 2022 in Poreč.
Bei der Weltmeisterschaft 2023 in Taschkent schied er im zweiten Kampf aus, gewann jedoch eine Bronzemedaille bei den Europaspielen 2023 in Krakau, nachdem er im Halbfinale gegen Gabrijel Veočić ausgeschieden war. Zuvor hatte er Kevin Schumann, Nikita Nystedt und Hambardsum Hakobjan besiegt. Mit diesem Erfolg qualifizierte er sich zur Teilnahme an den Olympischen Spielen 2024 in Paris. Bei der U22-Europameisterschaft 2023 in Montenegro gewann er ebenfalls eine Bronzemedaille.
Bei der Europameisterschaft 2024 in Belgrad verlor er im ersten Kampf erneut gegen Gabrijel Veočić und bei den Olympischen Sommerspielen 2024 in Paris im Viertelfinale gegen Nurbek Oralbay.